# Protestantyzm w Południowej Afryce

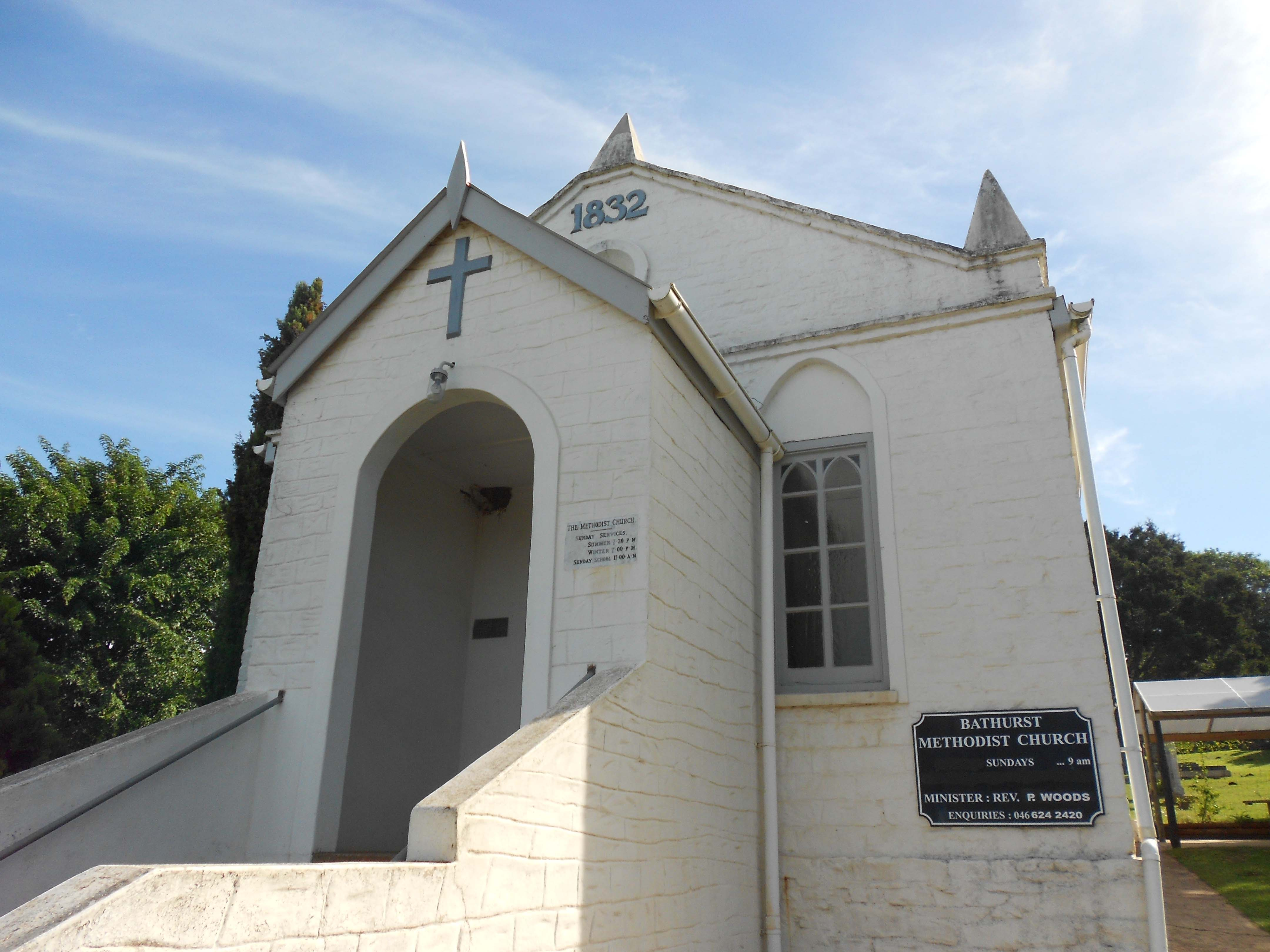
Kościół Metodystyczny w Bathurst

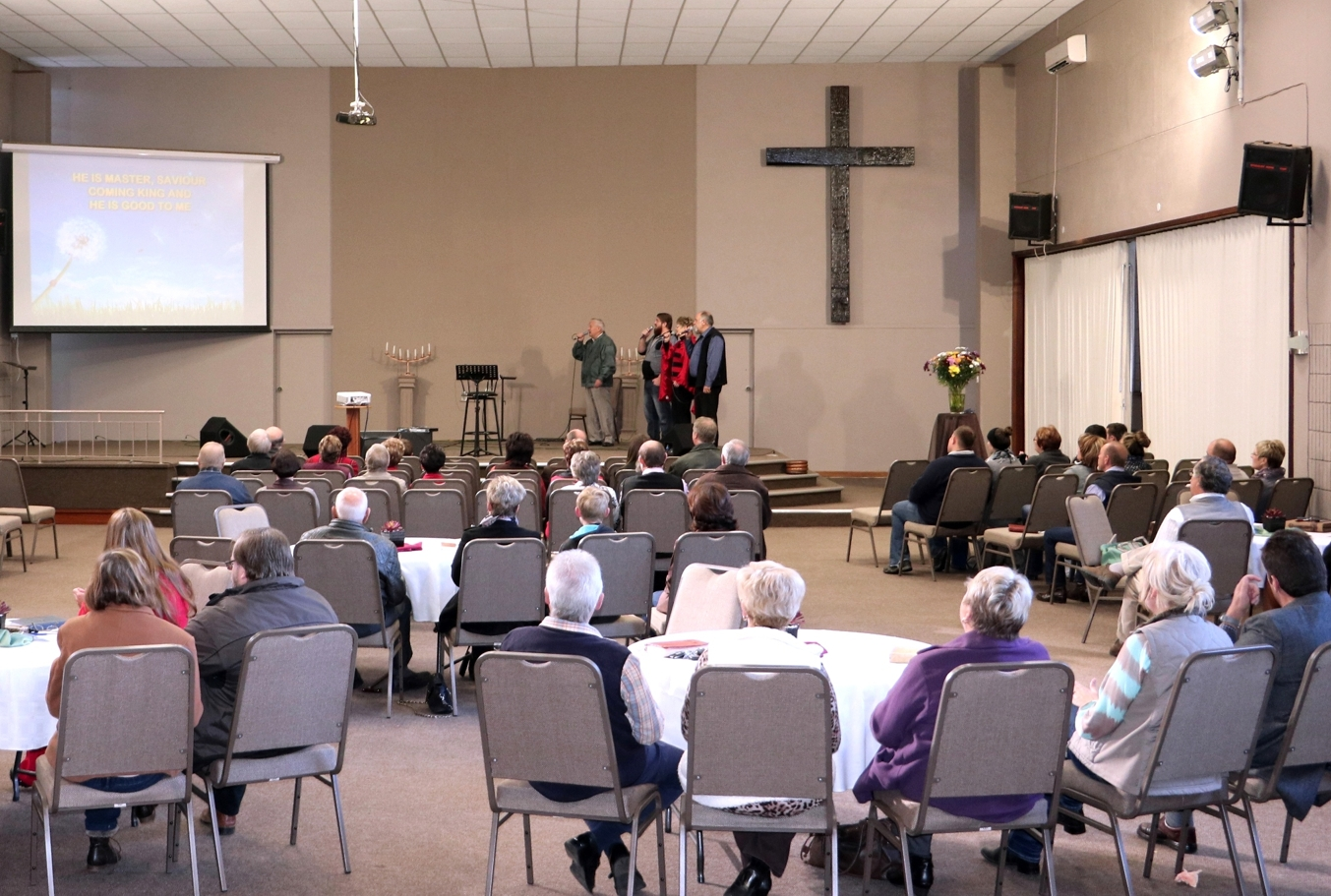
Nabożeństwo zboru Holenderskiego Kościoła Reformowanego w Risiville (Gauteng)

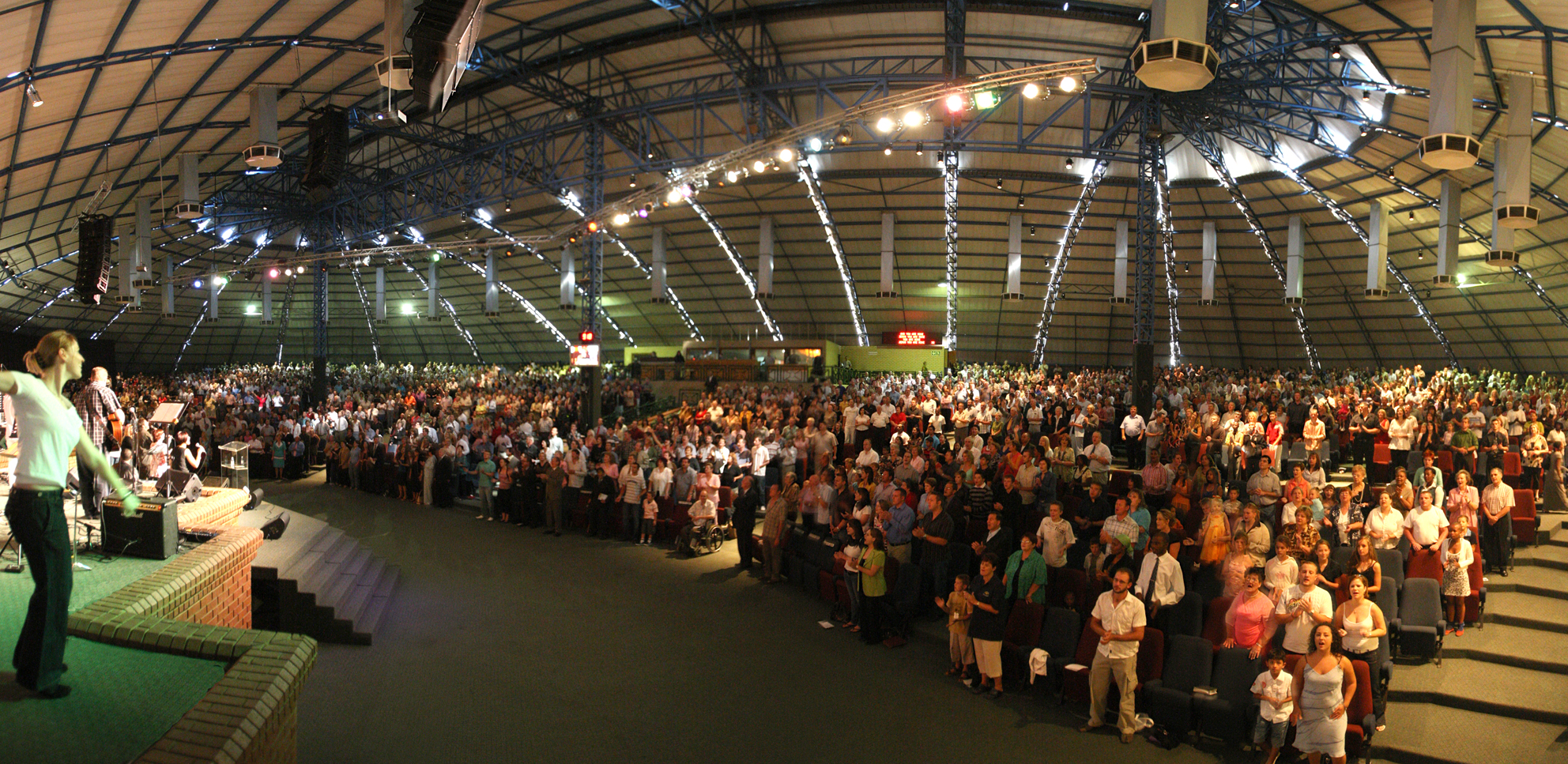
Nabożeństwo zboru zielonoświątkowego AFM w Boksburgu

Protestantyzm w Republice Południowej Afryki – bierze swoje początki w pierwszym osadnictwie europejskim, na Przylądku Dobrej Nadziei w 1652 roku. Od tego czasu, protestantyzm był przeważającą religią europejskich osadników, a dzisiaj dominuje wśród wszystkich mieszkańców RPA, niezależnie od pochodzenia.
Według CIA Factbook 86% ludności wyznaje chrześcijaństwo. Według danych Operation World na 2010 rok protestantyzm i niezależne Kościoły obejmują razem 57,8% populacji kraju. Według badania z 2016 roku największe grupy stanowią: niezależne Kościoły afrykańskie (25,4%), zielonoświątkowcy (15,2%), metodyści (6,4%), kalwini (5,3%), chrześcijanie bezdenominacyjni (4,5%), anglikanie (3,2%), baptyści (1,9%) i luteranie (1,7%).

## Dane statystyczne
Ważniejsze denominacje protestanckie, według najnowszych danych:
| Religie/Kościoły                                         | Liczba wiernych | Procent ludności | Źródło danych                         |
| -------------------------------------------------------- | --------------- | ---------------- | ------------------------------------- |
| Misja Wiary Apostolskiej Południowej Afryki              | 3,1 mln         | 6,14%            | Operation World, 2010                 |
| Kościół Metodystyczny w Afryce Południowej               | 1,75 mln        | 3,47%            | Operation World, 2010                 |
| Kościół Anglikański w Afryce Południowej                 | 1,3 mln         | 2,57%            | Operation World, 2010                 |
| Zjednoczony Kościół Reformowany w Południowej Afryce     | 1,24 mln        | 2,46%            | Operation World, 2010                 |
| Zbory Boże                                               | 1,08 mln        | 2,14%            | Operation World, 2010                 |
| Holenderski Kościół Reformowany (NGK)                    | 1,08 mln        | 2,14%            | Operation World, 2010                 |
| Kościół Dwunastu Apostołów w Chrystusie                  | 740 tys.        | 1,47%            | Operation World, 2010                 |
| Kościół Boży Pełnej Ewangelii (zielonoświątkowcy)        | 545 tys.        | 1,08%            | Operation World, 2010                 |
| Kościół Ewangelicko-Luterański w Afryce Południowej      | 580 tys.        | 1,05%            | Światowa Federacja Luterańska, 2015   |
| Kościół Nowoapostolski                                   | 438 245         | 0,87%            | Operation World, 2010                 |
| Kościół Baptystyczny Nazaret (kościół afrykański)        | 278 tys.        | 0,55%            | Operation World, 2010                 |
| Zjednoczony Kościół Kongregacjonalny (kongregacjonalizm) | 258 tys.        | 0,51%            | Operation World, 2010                 |
| Kościół Adwentystów Dnia Siódmego                        | 185 tys.        | 0,37%            | Operation World, 2010                 |
| Zjednoczony Kościół Prezbiteriański                      | 180 tys.        | 0,36%            | Operation World, 2010                 |
| Zielonoświątkowy Kościół Protestancki                    | 160 160         | 0,32%            | Operation World, 2010                 |
| Afrykański Kościół Metodystyczno-Episkopalny             | 153 tys.        | 0,3%             | Operation World, 2010                 |
| Holenderski Kościół Reformowany (NHK)                    | 133 544         | 0,26%            | Operation World, 2010                 |
| Kościół Anglii                                           | 120 tys.        | 0,24%            | Operation World, 2010                 |
| Członkowie w Kościele Chrystusowym (zielonoświątkowcy)   | 107 670         | 0,21%            | Operation World, 2010                 |
| Kościół Nazareński                                       | 56 132          | 0,1%             | Kościół Nazareński, 2017              |
| Bracia morawscy                                          | 50 tys.         | 0,09%            | Światowa Federacja Luterańska, 2015   |
| Unia Baptystyczna (baptyzm)                              | 48 tys.         | 0,08%            | BWA, 2017                             |
| Konwencja Baptystyczna                                   | 30 tys.         | 0,05%            | BWA, 2017                             |
| Anabaptyści                                              | 2277            | 0,004%           | Światowa Konferencja Mennonitów, 2015 |
| Stowarzyszenie Baptystyczne                              | 2 tys.          | 0,004%           | BWA, 2015                             |
| Misja Baptystyczna                                       | 0,9 tys.        | 0,002%           | BWA, 2016                             |